# Андрющенко, Олег Анатольевич
Андрющенко Олег Анатольевич (род. 22 июня 1977 года, Биробиджан, Еврейская автономная область) — мастер спорта России международного класса (хоккей с мячом, 2002).

## Биография
Олег Андрющенко родился 22 июня 1977 года в Биробиджане Еврейской автономной области. 
Окончил 9 классов средней общеобразовательной школы № 5 Биробиджана.
Начал играть в хоккей с мячом в родном Биробиджане. 
Проведя два сезона в воротах «Надежды», получил приглашение в армейский клуб Хабаровска. 
Привлекался в сборные России.

## Достижения
Бронзовый призёр чемпионата России — 2005 

 Обладатель Кубка России — 2002, 2004 

Включался в список 22 лучших игроков сезона — 2002 

 Второй призёр турнира на призы Правительства России — 2002 

 Чемпион России среди юниоров — 1996

 Вице-чемпион России по мини-хоккею — 1998, 2001